# Liste der Naturdenkmale in Mönchweiler
| Naturdenkmale | Anzahl |
| ------------- | ------ |
| FND           | 0      |
| END           | 2      |
| Gesamt        | 2      |

Die Liste der Naturdenkmale in Mönchweiler nennt die verordneten Naturdenkmale (ND) der im baden-württembergischen Schwarzwald-Baar-Kreis liegenden Gemeinde Mönchweiler. In Mönchweiler gibt es insgesamt zwei als Naturdenkmal geschützte Objekte, keines ist ein flächenhaftes Naturdenkmal (FND), beide sind Einzelgebilde-Naturdenkmale (END).
Stand: 1. November 2016.

## Einzelgebilde (END)
| Name                       | Bild | Kennung     | Einzelheiten | Position | Fläche Hektar | Datum         |
| -------------------------- | ---- | ----------- | ------------ | -------- | ------------- | ------------- |
| Schorentanne – 1 Weißtanne | BW   | 83260370001 | Mönchweiler  | ⊙        | 0,0           | 20. Dez. 1949 |
| Wiesenküferlinde           | BW   | 83260370003 | Mönchweiler  | ⊙        | 0,0           | 20. Dez. 1949 |
| Legende für Naturdenkmal   |      |             |              |          |               |               |